# Pteraetholix
Pteraetholix là một chi bướm đêm thuộc họ Erebidae. Hiện tại nó được coi là đồng nghĩa của Amyna.